# Frans Wuyts
Frans Wuyts was een Belgisch makelaar, groothandelaar en politicus voor het VNV.

## Levensloop
Omwille van de ouderdomsverordening moest Henri Saveniers van de Duitse bezetter op 31 maart 1941 zijn burgemeestersambt neerleggen. Saveniers weigerde echter vrijwillig zijn ontslag te nemen op 17 november 1941, ook de gemeenteraad tekende protest aan. Hierdoor werd door secretaris-generaal van Binnenlandse Zaken en Volksgezondheid Gérard Romsée zijn besluit van 16 april 1941 ingeroepen en werd Saveniers het ontslag op 1 december 1941 opgelegd. Hij werd opgevolgd door Wuyts, voorgedragen door gouverneur Jan Grauls.
Wuyts was Duitsgezind en lid van Vlaamse Oudstrijdersbond de Vossen.